# 삐삐밴드
삐삐밴드(Pippi band)는 대한민국의 록 밴드이다. 1995년에 시나위와 H2O 출신의 베이시스트 강기영과, 같은 H2O 출신 기타리스트 박현준이 이윤정을 영입하면서 결성되었다. 1995년에 1집 음반 《문화혁명》을 발표하며 데뷔하였고 이듬해에 2집 《불가능한 작전》을 발표하고 공백기를 가졌다. 그리고 이윤정 대신에 고구마(권병준)가 새로운 보컬로 참여하여 '삐삐롱스타킹'으로 이름을 변경하고 얼마간 밴드는 더 지속되었지만 1997년 MBC의 가요프로그램이었던 인기가요 베스트 50 출연 중 불미스러운 사건으로 인해 무기한 출연정지를 당했고 이 일로 인해 팀은 해체되었다. 그리고 18년 뒤인 2014년 말, 원년 멤버인 달파란(강기영), 박현준, 이윤정은 밴드의 재결합을 하고 이듬해 활동을 재개하였다.

## 구성원
- 강기영 - 베이스
- 이윤정 - 보컬
- 박현준 - 기타

### 이전 구성원
- 고구마 (본명: 권병준) - 보컬

## 활동
1995년에 〈안녕하세요〉를 1번 트랙으로 담은 《문화혁명》이라는 앨범을 발표하면서 등장하였다. 그룹 H2O의 강기영과 박현준은 멤버 김준원의 마약 복용에 의한 구속으로 팀이 와해된 이후, 각기 프랑스와 미국으로 떠났으나 귀국하면서 네오 펑크 그룹을 표방하며, 의도적으로 노래를 못 부르는 이윤정을 보컬로 내세우며 삐삐밴드를 결성하였다. 이후 무그와 프로그래밍된 리듬으로 가득한 뉴 웨이브 색채를 띄는 2집 《불가능한 작전》을 발표하였으며, 길거리 공연이나 소극장, 라이브 클럽에서의 공연 등 다양한 활동을 했다.
그러나 2집 활동을 시작한 지 한 달도 채 안 돼 삐삐 밴드는 돌연 활동 중단을 선언하고 이윤정은 탈퇴했다. 이후 이윤정의 자리에 토마토와 바나나 보트 출신인 고구마(권병준)가 영입되였고, 송 스튜디오와 이미 계약되어 있던 리메이크 음반 《붕어빵》을 발표한 후 곧바로 '삐삐 롱 스타킹'으로 개명하고 컴백하였다. 하지만 1997년 2월 MBC의 음악프로그램 인기가요 BEST 50 출연 중 멤버 박현준이 방송 카메라에 손가락 욕을 하고 침을 뱉은 사건으로 인하여 멤버들 전원이 출연정지를 당하였고 결국 팀은 해체수순을 밟게 되었다. 그 이후 강기영은 '달파란'이라는 예명을 가지고서 전자음악을 시작하여 이 때부터 영화 OST를 작곡하기 시작하였으며 고구마와 박현준은 '99'와 '원더버드' 등으로, 그리고 이윤정은 그룹 EE에서 활동하였다.
2014년 말, 원년 멤버인 달파란, 박현준, 이윤정은 18년만에 삐삐밴드의 재결합을 선언하고 활동을 다시 시작하였다.

## 사건 및 사고
텔레비전의 가요 순위 프로그램에 출연하여 메가폰으로 노래를 부르거나 일부러 연주하지 않는 등의 여러 행동으로 인해 당시에 많은 논쟁을 불러왔고, 1997년 봄에 MBC의 생방송 음악 프로그램인 인기가요 BEST 50에서 방송 카메라에 가운데 손가락을 들이대고 침을 뱉어, 방송정지 징계를 받았다.

## 음반 목록

### 정규 앨범
- 1집 《문화혁명》 (1995년, 삐삐밴드)
- 2집 《불가능한 작전》 (1996년, 삐삐밴드)
- 3집 《One way ticket》 (1997년 3월 1일, 삐삐롱스타킹)

### 리메이크 앨범
- 《붕어빵》 (1996년 10월, 삐삐밴드) ※2002년에 재발매됨.

### 베스트 앨범
- 《삐삐밴드ㆍ삐삐롱스타킹 The Complete Best 1995~1997》 (2004년, 리마스터링 음반)

### 싱글
- 〈바보버스〉 (1997년 2월, 삐삐롱스타킹)
- 〈ㅈㄱㅈㄱ (지긋지긋)〉 (2015년 4월 30일, 삐삐밴드)

### EP
- 《pppb》 (2015년 6월 12일, 삐삐밴드)

## 경력
- 1995년 블링크 내한 합동공연